# New Orleans Saints 1968
La stagione 1968 dei New Orleans Saints è stata la seconda della franchigia nella National Football League. Guidata ancora da Tom Fears la squadra terminò con 4 vittorie, 9 sconfitte e un pareggio, al terzo posto della propria division.

## Roster
| Roster dei New Orleans Saints nel 1968 |
| --- |
| Quarterback - 17 Billy Kilmer - 14 Karl Sweetan - 11 Ronnie Lee South Running Back - 38 Tony Baker - 32 Tom Barrington - 22 Charlie Brown - 34 Tony Lorick FB - 36 Don McCall - 33 Randy Schultz - 39 Ernie Wheelwright Wide Receiver - 46 Danny Abramowicz - 42 John Gilliam - 85 Ray Poage - 88 Dave Szymakowski Tight End - 84 Jim Hester - 83 Dave Parks - 85 Monty Stickles Offensive Linemen - 77 Jim Boeke T - 63 Norman Davis G - 56 James Ferguson C - 62 Ross Gwinn G - 78 Jerry Jones T - 50 Jake Kupp G - 73 Jerry Sturm T - 54 Joe Wendryhoski C - 61 Del Williams G Defensive Linemen - 81 Doug Atkins DE - 65 Tom Carr DT - 79 Lou Cordileone DE - 72 Earl Leggett DT - 76 Dave Rowe DT - 60 Brian Schweda DE - 74 Mike Tilleman DT Linebacker - 82 Johnny Brewer - 66 Bill Cody - 35 Ted Davis - 51 Jim Fraser - 30 Les Kelley - 37 Steve Stonebreaker - 59 Fred Whittingham Defensive Back - 16 Bo Burris - 21 John Douglas CB - 28 Ross Fichtner - 29 Gene Howard CB - 45 Elbert Kimbrough - 24 Elijah Nevett CB - 23 Dave Whitsell CB - 20 George Youngblood S Special Team - 10 Charlie Durkee K - 12 Tom McNeill P |
| Legenda - I rookie sono in corsivo. - Il primo ruolo è il principale mentre gli eventuali successivi indicano i ruoli secondari. - (IR) sta per Injured Reserve ed indica la lista ristretta per un solo giocatore infortunato che può tornare ad allenarsi dopo la settimana 6 e a rientrare in prima squadra dopo che questa ha giocato 8 partite. - (NF-Inj.) / (NF-Ill.) stanno rispettivamente per Non-Football Injured e Non-Football Illness ed indicano le liste dove viene inserito un giocatore che ha un infortunio o una malattia non dipendente dal football americano. - (PUP) sta per Physically Unable to Perform ed indica la lista dove viene inserito un giocatore mentre è in attesa di recuperare la condizione fisica. Nella stagione regolare dopo la sesta partita giocata dalla propria squadra, il giocatore ha tempo tre settimane per riprendere ad allenarsi, più tre settimane aggiuntive dal suo rientro agli allenamenti per rientrare in prima squadra. |

## Calendario
| Stagione regolare |                        |           |
| Turno             | Avversario             | Risultato |
| 1                 | Cleveland Browns       | S 10–24   |
| 2                 | Washington Redskins    | V 37–17   |
| 3                 | St. Louis Cardinals    | S 20–21   |
| 4                 | at New York Giants     | S 21–38   |
| 5                 | Minnesota Vikings      | V 20–17   |
| 6                 | at Pittsburgh Steelers | V 16–12   |
| 7                 | at St. Louis Cardinals | S 17–31   |
| 8                 | Dallas Cowboys         | S 3–17    |
| 9                 | at Cleveland Browns    | S 17–35   |
| 10                | at Green Bay Packers   | S 7–29    |
| 11                | at Detroit Lions       | P 20–20   |
| 12                | Chicago Bears          | S 17–23   |
| 13                | at Philadelphia Eagles | S 17–29   |
| 14                | Pittsburgh Steelers    | V 24–14   |

## Classifiche
| NFL Century         |    |    |   |      |       |       |     |     |     |
|                     | V  | S  | P | %    | DIV   | CONF  | PF  | PS  | STR |
| Cleveland Browns    | 10 | 4  | 0 | .714 | 4–2   | 7–3   | 394 | 273 | S1  |
| St. Louis Cardinals | 9  | 4  | 1 | .692 | 5–0–1 | 8–1–1 | 325 | 289 | V4  |
| New Orleans Saints  | 4  | 9  | 1 | .308 | 2–4   | 3–7   | 246 | 327 | V1  |
| Pittsburgh Steelers | 2  | 11 | 1 | .154 | 0–5–1 | 1–8–1 | 244 | 397 | S5  |

Nota: I pareggi non venivano conteggiati ai fini della classifica fino al 1972.